# اوپال لیگنوس
اوپال لیگنوس (به انگلیسی: Opale_Ligneuse) با فرمول شیمیایی SiO2.nH2O از مجموعه کانی هاست و ساختمان نواری در این نوع اوپال در هر قشر یا نوار به رنگ خاصی است که شاخص این کانی است. دراصل تنه‌ها و شاخه‌های درختان بوده‌اند که سیلیسی شده و اوپال بافت‌ها و ساختمان‌های چوبی را فراگرفته‌است. ازنظر ساختمان اصلی که چوبی بوده‌است. محلول در KOH , HF متغیر - درصد H2O بین ۲۷–۱ درصد در تغییر است و ادخال‌های Ca-Mg-Al Fe,As نیز دارد. برای اولین بار در آمریکا کشف شد و از نظر شکل بلور: بی‌شکل، رنگ: زرد روشن - قهوه‌ای - قرمز - قهوه‌ای - سیاه - گاه نوارهای سیاه و سفید، شفافیت: شفاف - نیمه شفاف، شکستگی: صدفی، جلا: شیشه‌ای - چرب - مات، رخ: ندارد، سیستم تبلور: آمرف و در رده‌بندی اکسید است همچنین خاصیت مغناطیسی ندارد و منشأ تشکیل آن بعد از آتشفشانی است.
همایند کانی‌شناسی (پارانژ) آن سختی - انحلال در اسیدها (اوانسیت) -چگالی - خواص نوری - اشعه Xکالسدوئن - اوانسیت- اوپال کامون- هیالیت- کالسدوئن است
، از نظر ژیزمان قلوه‌ای شکل - استالاکتیتی - کنکرسیونی - قشری - پسودومورف به‌طور محلی فراوان است و بیشتر در چک اسلواکی، آمریکا، رومانی، URSS، آرژانتین، مصر یافت می‌شود.